# Vennerbrunnen (Biel)

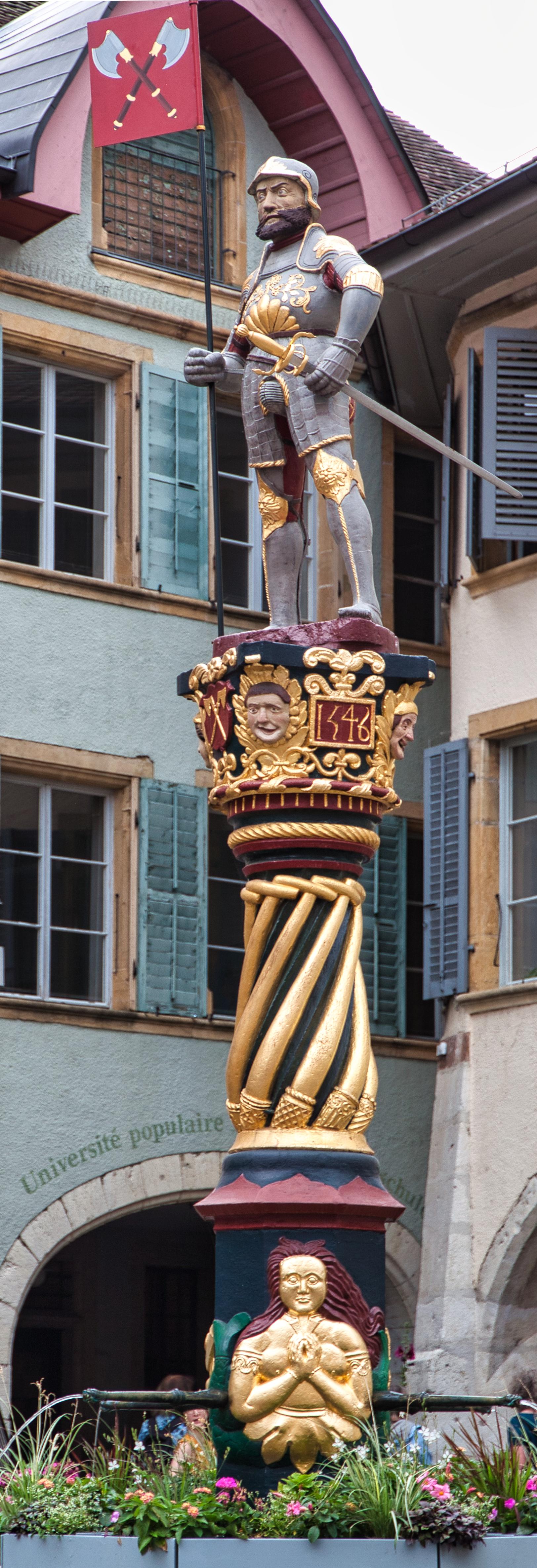
Venner-Figur und Brunnenstock

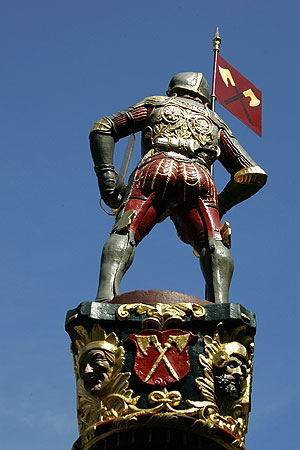
Rückseite der Vennerfigur mit Beinverstärkungen aus Flacheisen

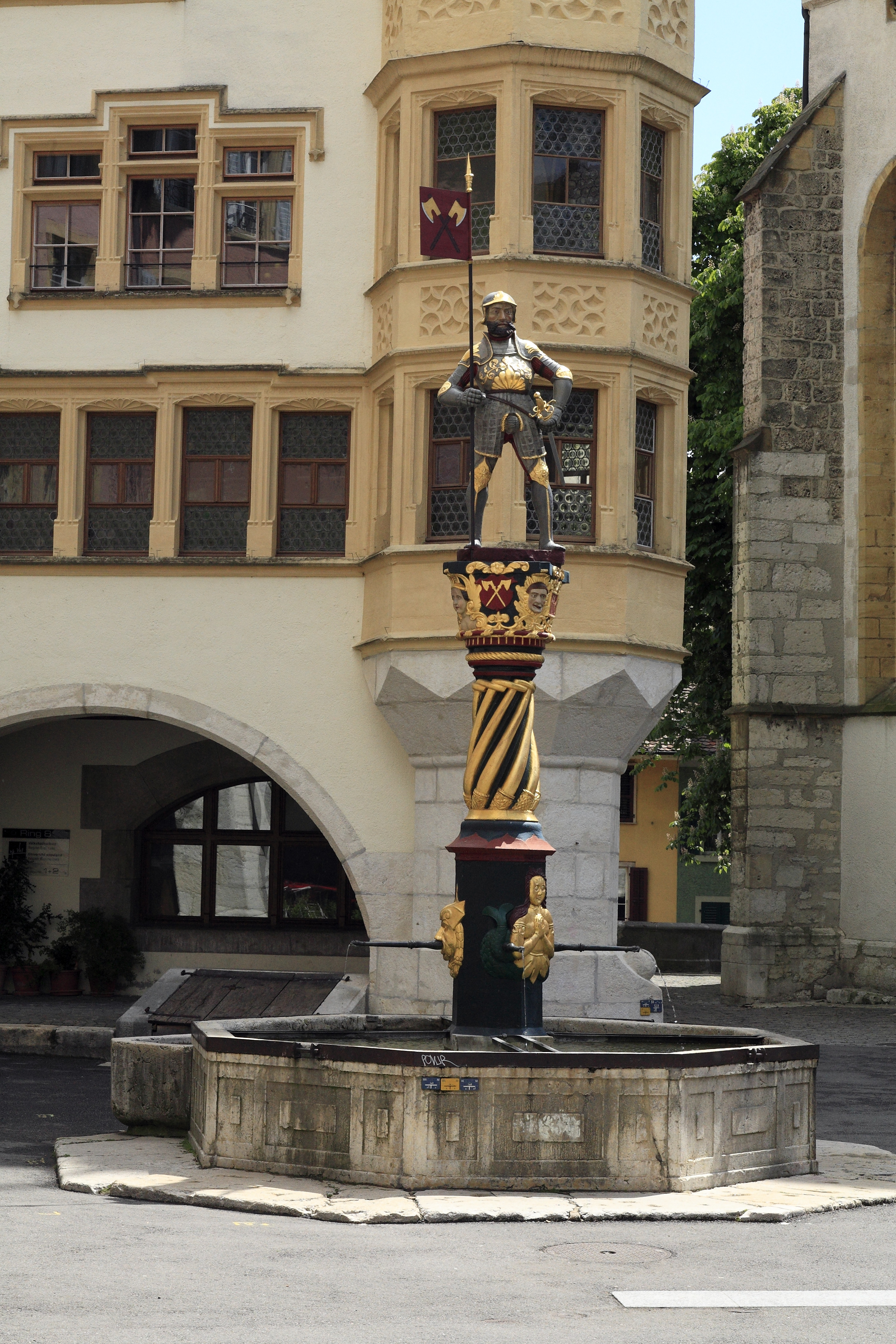
Vennerbrunnen vor dem Zunfthaus zu Waldleuten

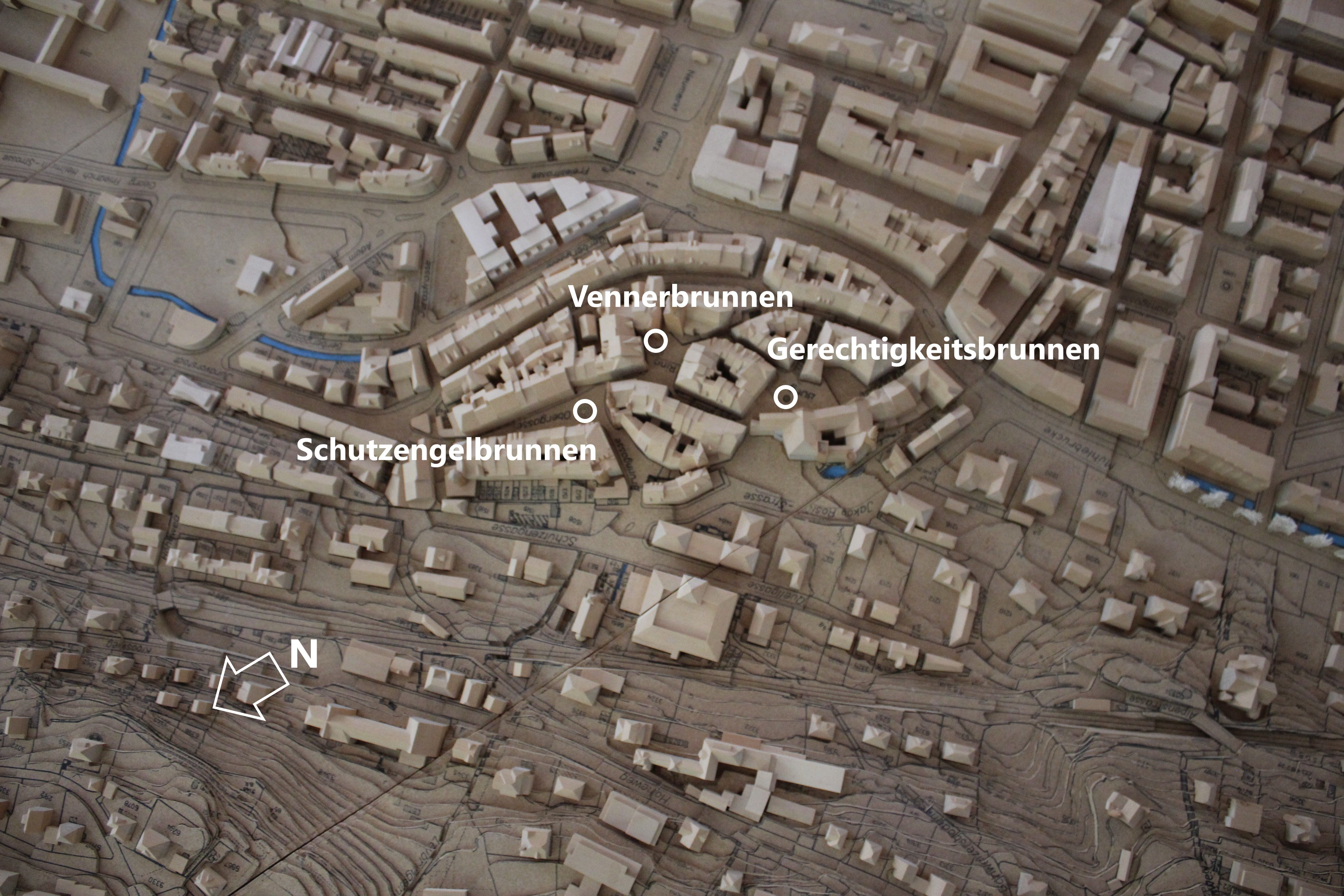
Altstadtmodell Biel mit Figurenbrunnen

Der Vennerbrunnen in Biel/Bienne, einer Stadt im Schweizer Kanton Bern, ist der älteste von drei farbigen, historischen Figurenbrunnen in der Altstadt. Er steht als Kulturgut unter Denkmalschutz.

## Lage
Der zentrale Platz mitten in der Bieler Altstadt ist der «Ring». Auf dem östlichen Teil des Rings befindet sich der Vennerbrunnen. Die Vennerfigur auf einem gedrungenen Brunnenstock steht vor dem Zunfthaus zu Waldleuten.

## Geschichte

### Brunnen
Der erste Brunnentrog aus Holz wurde 1401 errichtet und 1546 durch einen von Steinmetz Peter Pagan aus Nidau gefertigten Steintrog ersetzt. Der Standplatz vor der Kirche wurde frei, da der Friedhof an der Kirche in Richtung «Brunnquelle» (auch «Römerquelle») vor die Stadtmauern verlegt wurde. Beim Transport der 52 Zentner schweren Brunnenteile wurden 18 Pferde eingesetzt. Durch die Last brach eine Holzbrücke (vermutlich beim «Pasquarttor» oder beim «Nidautor») ein und es gab ein Todesopfer.
Steinmetz Michel Wumard schuf 1557 die Vennerfigur über dem Brunnenstock von 1546. Der Bannerträger in Rüstung mit Schwert und Fahne stellt den mittelalterlichen Kommandanten der Truppen in Biel dar. In seiner militärischen Funktion verfügte er auch über den Schlüssel zum Zeughaus. Als die Steinfigur auf dem Kapitell angebracht wurde, brachen die gespreizten Beine. Sie wurden repariert und zusätzlich mit Verstärkungen aus Eisen versehen. Bei einem Sturm im Jahr 1561 verlor der Venner seinen rechten Arm.
Brunnenrestaurierungen wurden wiederkehrend ausgeführt: 1590, 1758, 1835, 1868 einschliesslich Erneuerung des Brunnentroges durch Joseph Menth, 1899, 1929, 1935 bei der Altstadtrenovation (Heinz Balmer), 1958 aus Anlass des Eidgenössischen Schützenfestes sowie 1995 durch Bildhauer Urs Bridevaux und Restaurator Hans-Jörg Gerber. Bei der Renovierung 1995 musste auch die Standsicherheit der Brunnenfigur wiederhergestellt werden. Die dünnen, vorgeschädigten Beine waren instabil geworden, und der Venner drohte abzustürzen. Zusätzlich zu den historischen Eisenverstärkungen wurden Stahlrohre als Dübel in die Steinfigur eingesetzt.

### Wasserversorgung
Im Mittelalter führte eine Teuchelleitung aus Holz frisches Wasser von der «Brunnquelle» zu den öffentlichen Brunnen der Stadt Biel, so auch zum Engelsbrunnen, Gerechtigkeitsbrunnen und Vennerbrunnen. Diese ergiebige Quelle lieferte im Gegensatz zu oftmals verschmutzten Seen und Flüssen fast immer gutes Trinkwasser. Jedoch kam es nach dem Erdbeben von Lissabon 1755 erstmalig zu einer Eintrübung aller Brunnen. Auch Neujahr 1834 nach einem Erdbeben wird Ungewöhnliches berichtet:

«… floss das Wasser der grossen Brunnquelle plötzlich lettfarbig und in solcher Menge, dass die Brunnentröge überflossen. Man fand die Quelle wie mit einem dicken Brei bedeckt und sehr bewegt und aufwallend. Neben der Hauptquelle bildete sich ein zweiter Strom, der sich nach der Untergasse hinabdrängte, solche überschwemmte und mit Schutt überdeckte. Die Bachquelle vor dem Oberthor wurde dagegen von diesem Ereigniss nicht im Mindesten berührt; das Wasser blieb nach wie vor hell und klar. Sämtliche Bewohner der Stadt mussten das Wasser für ihren Gebrauch und das Vieh dort holen bis zum 8. Januar, wo sich die Brunnquelle wieder läuterte.»

Heute werden alle öffentlichen Brunnen in Biel über das städtische Wassernetz versorgt.

## Beschreibung
In dem kassettierten, achteckigen Hauptbecken aus Stein steht in der Mitte ein Renaissance-Brunnenstock. Ein kleineres Rechteckbecken steht neben dem grossen Trog. Der Schmuck an der Brunnensäule besteht im unteren Bereich u. a. aus einer goldenen Meerjungfrau mit grünem Fischschwanz. Darüber winden sich drehende Ornamente. Das Kapitell ist reich geschmückt mit floralen Dekoren, Masken und dem Bieler Wappen mit der Jahreszahl 1546 in römischen sowie arabischen Zahlen. Auf dem Kapitell befinden sich Buchstaben, die ehemals als «J» und «S» gelesen wurden. Das Monogramm auf der Brunnensäule wurde bei späteren Restaurierungen jedoch klar als «HS» identifiziert. Zugeordnet wird es Hans Singisen als möglichem Ersteller des Brunnenstocks. Der Körper der lebensgrossen, geharnischten Vennerfigur war ursprünglich bis auf die Arme aus einem Stück gefertigt. Die Standfigur aus Hauterive-Stein trägt das Banner der Stadt Biel.
Der Brunnen wurde als bedeutendes Zeugnis der Bieler Geschichte und wichtiger Bestandteil des historischen Platzes unter Denkmalschutz gestellt. Er wurde durch Regierungsratsbeschluss «RRB 3428» vom 27. Juli 1909 geschützt und 2003 rechtswirksam im Bauinventar des Kantons als «schützenswert» verzeichnet.